# Two Worlds
Two Worlds (дословно: Два мира) — компьютерная ролевая игра с открытым миром, разработанная Reality Pump и изданная на платформах Windows и Xbox 360 в 2007 году. В 2008 к игре вышло два пакета загружаемого контента (DLC): Two Worlds: Tainted Blood и Two Worlds: Curse of Souls. Оба содержали дополнительные карты для сетевой игры. В 2008 году также было выпущено бюджетное переиздание игры, включавшее оба пакета DLC: Two Worlds: Epic Edition. В игре присутствует однопользовательская кампания и многопользовательский режим, ориентированный на совместное прохождение, но поддерживающий также режим PvP.
Игра была выпущена в сильно недоработанном виде (особенно версия для Xbox 360), что послужило причиной негативных отзывов критиков. Значительная часть недостатков была устранена в выпущенных позднее пакетах исправлений. В числе положительных сторон игры отмечались графика и спецэффекты, а также саундтрек, написанный Гарольдом Фальтермейером с участием группы AmberMoon. Отрицательные отзывы, помимо технических недоработок, касались избытка типовых для ролевых игр заданий и сюжетных ходов, а также диалогов, неумело стилизованных под средневековую речь, и их озвучивания, выполненного недостаточно профессионально. Выход игры после более качественных Oblivion и Gothic 3 также негативно повлиял на её оценки.
Продолжение игры было выпущено в ноябре 2010 года под названием Two Worlds II.

## Сюжет и игровой мир
Действие игры разворачивается в мире Анталур. За 300 лет до начала событий игры, Азираал, бог разрушения, нарушив договор с другими богами, возглавил орды орков и пошёл войной на остальной мир, захватив огромные территории к северу от реки Гон. Другие боги: Малиэль (богиня цикла жизни, особо почитаемая эльфами), Ятолин (бог воды и штормов, почитаемый змеями и людьми) и Троглин (бог земли и созидающей силы, почитаемый гномами), объединив усилия, помогли остальным расам победить орков. Азираал был похоронен в секретном месте.
География мира довольно разнообразна. Мир игры разделяет надвое река Гон, протекающая с северо-востока на юго-запад и впадающая в море, которое ограничивает доступные для исследования территории с востока. В центре мира на берегу Гона находится столица — Каталон. В этом регионе климат умеренный, есть много деревень, население которых занимается земледелием и животноводством. К северу ландшафт становится гористым: горы Тальмонт закрывают северную границу мира. В южной части этого региона находится город Тарбакин, а на севере — Ярмалин, последнее место, где можно встретить гномов. Здесь также есть небольшие поселения. На северо-востоке располагается огромный ледник. К югу от Гона климат более тёплый. На западе, у города Ашос, расположены обширные бамбуковые заросли, а на востоке простираются обширные болота. На южной границе мира расположена вулканическая гряда, и постоянные извержения делают местность почти непригодной для жизни. Там расположена крепость орков Гор Гаммар. На восточной границе мира находится пустыня Дракар, а севернее её — бесплодные земли и город Осваро, где со времён войны богов хозяйствуют ядовитые туманы. Лишь создания смерти могут жить там.
В момент, когда происходят события игры, мир снова находится на пороге большой войны: армии орков и людей стоят на берегах реки Гон. Безымянный герой, наёмник, выполняющий различные поручения за плату, путешествует со своей сестрой-близнецом Кирой. При странных обстоятельствах она исчезает. Через некоторое время герой получает письмо, в котором говорится, что он должен явиться в северные горы, если хочет найти сестру. Игра начинается в деревне Коморин в регионе Тальмонт.
Как вскоре выясняется, герой и Кира являются потомками древнего рода воинов, хранивших ключ к могиле Азираала. Под давлением со стороны похитителей, герой вынужден приступить к поискам частей этого ключа, чтобы они могли выполнить ритуал и возродить Азираала. Однако после завершения поисков оказывается, что героя обманули, и он не может воссоединиться с сестрой, так как её тело будет использовано для того, чтобы вернуть Азираала в Анталур. Герой отправляется в замок Осваро, чтобы вернуть сестру, сразившись с похитителями.
Помимо основной сюжетной линии, в игре присутствует множество побочных заданий, выполнение которых приносит деньги, опыт и репутацию.
В игре две концовки: в первой герой убивает своих противников, не дав тем самым Азираалу возродиться и сохранив мир прежним. Он возвращает свою сестру, и они продолжают свой путь. Во второй герой присоединяется к заговорщикам, Азираал возрождается в теле Киры, а мир вот-вот будет разрушен.
В игре представлено семь фракций, некоторые из которых противоборствуют между собой. Выполнение заданий для представителей фракций позволяет получить репутацию, которая, в свою очередь, даёт доступ к новым заданиям, выполнение которых может быть необходимым в том числе для продвижения по сюжетной линии. К числу фракций относятся пять гильдий: воинов («братство»), воров («Гириза»), купцов, магов («сообщество») и некромантов, а также сражающиеся за контроль над северными регионами кланы Карга и Скелден.
В отличие от некоторых других ролевых игр (например, Oblivion), уровень противников не подстраивается под уровень персонажа.

## Игровой процесс
Игра использует технологию открытого мира: с самого начала игроку доступна для исследования вся игровая территория (по словам разработчиков, доступная для использования площадь составляет более 30 км²). Экраны загрузки присутствуют только при посещении подземелий, а перемещение по остальному игровому миру, в том числе в городах, является практически бесшовным (в версии для PC — на Xbox 360 короткие замирания для подгрузки новых данных более заметны). Основным в игре является вид от третьего лица. Он используется в ходе сражений. В остальных случаях игрок может переключаться между видом от третьего и от первого лица.
Основными характеристиками, отражающими жизненные показатели персонажа, являются его здоровье и уровень маны. Здоровье уменьшается, когда персонажу наносят повреждения, мана — при использовании магии. Восстановление показателей происходит у специальных алтарей, путём использования волшебных зелий, либо просто с течением времени. Развитие персонажа происходит путём повышения его характеристик и тренировки навыков, которые в целом соответствуют умениям воина (ближний бой), лучника или мага.
В игре используется четыре характеристики персонажа: сила (определяет урон от оружия ближнего боя), ловкость (урон от луков, а также защита), живучесть (количество очков здоровья) и сила воли (максимальный уровень маны). Побочных навыков в игре представлено 38 штук: 6 навыков общего характера (например, плавание или верховая езда), пять школ магии (огонь, вода, воздух, земля и некромантия), а также боевые навыки, которые могут быть пассивными (действующими постоянно) или активными (использующимися по усмотрению игрока). Вложенные в развитие навыков, а также характеристик персонажа очки можно получить обратно, воспользовавшись услугами специальных неигровых персонажей — целителей души. Не все навыки доступны с самого начала игры: некоторые из них можно получить, только найдя персонажа, который обучает этому навыку. Развитие персонажа ограничивается лишь доступными очками навыков: можно одновременно развивать, например, магические навыки и навыки ближнего боя.
Смерть персонажа на нормальном уровне сложности не приводит к завершению игры: он появляется у восстанавливающего здоровье алтаря, которые в игровом мире встречаются довольно часто. На повышенном уровне сложности возрождение отсутствует, но остаётся доступным сохранение и загрузка игры в любой момент времени.
Передвигаться по игровому миру можно пешком или на лошади. Существует также навык, позволяющий сражаться с противниками верхом на лошади. Лошадь можно использовать для хранения временно ненужных игроку предметов. В игре присутствуют три типа лошадей: обычные, рептилоидные, а также созданные некромантами.
Кроме того, присутствует система порталов, которые можно использовать для быстрого перемещения между ранее посещёнными областями игрового мира (на раннем этапе игры персонаж получает также три переносных портала). Через портал может пройти сам персонаж игрока, но не его лошадь.
В состав обмундирования персонажа входят оружие (три вида, между которыми можно мгновенно переключаться), кольца, перчатки, шлемы, кирасы, боевые штаны, сапоги, колчан и щит. Особенностью игры является возможность улучшать характеристики предметов «сливая» несколько одинаковых (например, мечей одного типа) в один с улучшенными характеристиками. Аналогично построена система магии: сила заклинания зависит от числа соответствующих карт, используемых игроком. В ранних версиях игры рост характеристик был практически не ограничен, что позволяло уже на раннем этапе игры получить оружие и броню с характеристиками, позволяющими с лёгкостью пройти всю игру. В более поздних версиях такой рост характеристик был существенно ограничен. Помимо этого, большое количество разнообразных предметов экипировки, присутствующих в игре, приводит к тому, что игрок, желающий воспользоваться преимуществами данной системы, вынужден тратить значительную долю игрового времени на «селекцию» и «скрещивание» предметов.
Помимо оружия ближнего боя и луков, для битвы с врагами персонаж может использовать магию, ловушки, а также навык скрытного передвижения, позволяющий незаметно подкрасться к врагу и нанести удар в спину.
В игре присутствует система алхимии: найденные персонажем грибы, растения, минералы, части тела животных и убитых монстров можно использовать для изготовления волшебных зелий (в том числе дающих постоянную прибавку к характеристикам персонажа), ловушек и драгоценных камней, улучшающих характеристики оружия. В ранних версиях игры присутствовала возможность улучшать характеристики существующих зелий путём повторного их использования для алхимической реакции, однако она была убрана из-за вносимого ей дисбаланса.

### Многопользовательский режим
В игру встроен многопользовательский режим, в основном рассчитанный на кооперативную игру, хотя присутствует также возможность сражений между игроками. Одновременно в команде может находиться до 8 человек, совместно выполняющих задания. Для многопользовательской игры необходимо создавать отдельного персонажа, при этом доступен больший набор вариантов для выбора, чем в однопользовательской игре. В версии для PC мир многопользовательской игры состоит из города, который играет роль «вестибюля», где присутствует большое число игроков, которые могут встречаться и общаться между собой, посещать магазины и т. д., а также отдельных карт, на которых группой игроков выполняются задания. По размерам они меньше, чем мир однопользовательской игры, но также являются открытыми для исследования игроками. В версии для Xbox 360 в игровом мире не может присутствовать больше 8 игроков, и в целом режим является значительно более ограниченным.

## Разработка
Two Worlds была анонсирована в конце 2005 года. Название было заимствовано у ранее разрабатывавшейся TopWare Interactive трёхмерной ролевой игры, которая так и не была выпущена. Разработчиком стала команда Reality Pump — студии, принадлежавшей издателю TopWare Interactive, сотрудники которого также работали над проектом. Среди предыдущих разработок студии были стратегии серии Earth 2140, однако Two Worlds стала первой RPG студии. По воспоминаниям руководителя разработки Мирослава Димека, решение начать разработку было с энтузиазмом воспринято коллективом студии, многие члены которого являлись фанатами ролевых игр.
Обещания разработчиков были впечатляющими: открытый мир, нелинейный сюжет, графика на пределе возможностей «железа», захватывающие битвы, богатые возможности по развитию персонажа, развитая магическая система и разнообразные верховые животные. При разработке графической части игры программисты основывалась на наработках, полученных в ходе создания Earth 2160, однако создали новый «движок», поддерживающий множество новых графических технологий: текстуры высокого разрешения, реалистичные растения и рельеф местности, имитацию водной поверхности, HDR и динамические тени. По заверениям Мирослава Димека, игра должна была стать одной из самых передовых с графической точки зрения. Разработчики не использовали сторонних инструментов для создания графики и визуальных эффектов: все необходимые программы были разработаны специально для Two Worlds. Это было обусловлено желанием иметь независимость от сторонних разработчиков.
Выход игры планировался на 3-й квартал 2006 года. В начале марта 2006 года был открыт сайт игры. Однако недостаточный опыт разработчиков привёл к тому, что игра создавалась без чёткого плана: Reality Pump даже на поздних стадиях цикла разработки пыталась воплотить все возникавшие идеи, что вело к переносам сроков выхода и недостаткам итогового продукта.
Выход игры откладывался несколько раз: в августе 2006 года было сообщено о том, что игра выйдет в 4-м квартале 2006 года, в ноябре — о том, что релиз переносится на март 2007. Последний раз дата выхода была перенесена на май 2007 года. 9 мая 2007 года игра всё же вышла в Германии, а в США и Великобритании она была выпущена лишь в августе. Релиз игры содержал множеств недоработок, некоторые из которых были исправлены пакетами исправлений, которых было выпущено шесть (седьмой пакет содержал лишь дополнительный контент).
По воспоминаниям директора по связям с общественностью TopWare Interactive Джейка ДиГеннаро, недостатки игры были связаны с тем, что изначально она разрабатывалась только для PC и командой, которая ранее работала только над играми для PC. Решение о том, что необходимо выпустить игру также на Xbox 360, было принято на относительно позднем этапе создания игры, и стало большой неожиданностью для разработчиков. Поэтому последние месяцы до выпуска, которые следовало бы посвятить тестированию, команда разработчиков занималась изучением особенностей работы Xbox 360 и переносом игры. Перенести дату релиза в очередной раз уже не представлялось возможным. В результате и версия для PC, и версия для Xbox 360 получились недоработанными, в особенности последняя, из-за того, что при переносе разработчики не смогли в достаточной степени адаптировать изначально компьютерную игру к особенностям управления и интерфейса приставки.

## Музыка в игре
Оригинальный саундтрек игры написан немецким музыкантом Гарольдом Фальтермейером с участием группы AmberMoon. Фальтермейер уже работал с издателем игры TopWare Interactive при разработке игры Jack Orlando. Он счёл Two Worlds достаточно интересным проектом, который обещал ему широкий простор для творческого эксперимента. В то же время, создание подходящей музыки для игры, по его воспоминаниям, было достаточно сложным делом, так как основываться приходилось лишь на нескольких доступным ему снимках экрана и картах, а свободная природа игры требовала достаточно продолжительных музыкальных тем, которые не успели бы наскучить игроку.
Общая длина саундтрека игры составляет 140 минут. Отдельные композиции из него вошли в состав бонусного диска, поставлявшегося с коллекционным изданием игры. Кроме того, в 2007 году большая часть саундтрека была выпущена на отдельном компакт-диске под названием Two Worlds — The Album. Исполнителями стали музыканты MGM Grand Orchestra. Кроме того, был выпущен также макси-сингл, включавший композицию «Play the Game», играющую в главном меню, и три других композиции в новой аранжировке. В 2013 году саундтрек был также выпущен в iTunes. Саундтрек включён в редакцию игры, продаваемую на сайте GOG.com.
Музыкальное оформление получило достаточно высокие оценки обозревателей. Обозреватель журнала «Игромания» указал, что «пронзительный и очень разнообразный саундтрек на три головы опережает местный геймплей и графику».
| №                   | Название                                           | Автор(ы)                        | Длительность |
| ------------------- | -------------------------------------------------- | ------------------------------- | ------------ |
| 1.                  | «Two Worlds (Main Theme)» (feat. AmberMoon)        | Гарольд Фальтермейер            | 5:22         |
| 2.                  | «Play the Game» (feat. AmberMoon introducing Kyra) | Гарольд Фальтермейер, Кит Форси | 4:44         |
| 3.                  | «Siege of Cathalon» (feat. AmberMoon)              | Гарольд Фальтермейер            | 6:45         |
| 4.                  | «Ashos»                                            | Гарольд Фальтермейер            | 3:02         |
| 5.                  | «Cathalon» (feat. AmberMoon)                       | Гарольд Фальтермейер            | 3:46         |
| 6.                  | «Bot Moss Forest»                                  | Гарольд Фальтермейер            | 2:25         |
| 7.                  | «Desert Attack» (feat. Andreas Slavik)             | Андреас Славик                  | 3:42         |
| 8.                  | «Grom Town» (feat. Andreas Slavik)                 | Андреас Славик                  | 4:38         |
| 9.                  | «Magta Lahjar»                                     | Гарольд Фальтермейер            | 4:39         |
| 10.                 | «GorGammar»                                        | Гарольд Фальтермейер            | 2:42         |
| 11.                 | «Opala»                                            | Гарольд Фальтермейер            | 4:01         |
| 12.                 | «Love Conquers» (feat. Andreas Slavik)             | Андреас Славик                  | 5:10         |
| 13.                 | «Magta Lahjar (Remix)» (feat. Alex Wolf)           | Гарольд Фальтермейер            | 3:21         |
| 14.                 | «Tharbakin»                                        | Гарольд Фальтермейер            | 2:44         |
| 15.                 | «Maasarah»                                         | Гарольд Фальтермейер            | 4:06         |
| 16.                 | «Purgatory» (feat. Andreas Slavik)                 | Андреас Славик                  | 5:44         |
| 17.                 | «Hades»                                            | Гарольд Фальтермейер            | 3:15         |
| Общая длительность: | Общая длительность:                                | Общая длительность:             | 1:10:20      |

| №                   | Название                     | Длительность |
| ------------------- | ---------------------------- | ------------ |
| 1.                  | «Play the Game (Radio Edit)» | 4:11         |
| 2.                  | «Magta Lahjar (Remix)»       | 3:21         |
| 3.                  | «Play the Game (Extended)»   | 4:43         |
| 4.                  | «Siege of Cathalon»          | 6:46         |
| Общая длительность: | Общая длительность:          | 19:01        |

## Коллекционные издания
В США 23 августа 2007 года игра была выпущена в версии «Collector’s Edition» (для PC и Xbox 360). Кроме диска с игрой в комплект поставки входили две карточки с кодами для открытия дополнительного оружия, диск с дополнительными материалами (изображения, видео, обои для рабочего стола, комплект для создания сайтов фанатов и др.), карта и книга правил настольной ролевой игры. Версия для Xbox 360 также включала 48-часовую пробную карту Xbox Live Gold.
В Европе игра была выпущена в варианте поставки «The Royal Edition» (PC и Xbox 360). Комплект включал футболку с логотипом игры, колоду игральных карт, плакат с обложкой игры и картой мира, диск с дополнительными материалами (фильм о создании игры, набор для создания сайтов, обои), и нож для бумаг в форме меча «Килгорин» в масштабе 1:4.

## Восприятие
| Сводный рейтинг       | Сводный рейтинг | Сводный рейтинг |
| Издание               | Оценка          | Оценка          |
| Издание               | PC              | Xbox 360        |
| --------------------- | --------------- | --------------- |
| GameRankings          | 65,09 %         | 50,32 %         |
| Metacritic            | 65/100          | 50/100          |
| Иноязычные издания    |                 |                 |
| Издание               | Оценка          | Оценка          |
| Издание               | PC              | Xbox 360        |
| Edge                  | N/A             | 4/10            |
| Eurogamer             | N/A             | 4/10            |
| Game Informer         | 4/10            | N/A             |
| GameRevolution        | N/A             | D+              |
| GameSpot              | 7,5/10          | 7/10            |
| GameSpy               | N/A             | [ 55 ]          |
| IGN                   | 7,3/10          | 6,8/10          |
| OXM                   | N/A             | 6/10            |
| PC Gamer (US)         | 81 %            | N/A             |
| TeamXbox              | N/A             | 5,1             |
| Русскоязычные издания |                 |                 |
| Издание               | Оценка          | Оценка          |
| Издание               | PC              | Xbox 360        |
| Absolute Games        | 52 %            | N/A             |
| «PC Игры»             | 6/10            | N/A             |
| PlayGround.ru         | 7,4             | N/A             |
| «Игромания»           | 6/10            | N/A             |
| «ЛКИ»                 | 81 %            | N/A             |
| «НИМ»                 | 7/10            | N/A             |
| «Страна игр»          | 6,5/10          | N/A             |

Сразу после выпуска игра получила полярные оценки критиков: выставлялись как близкие к максимальным (немецкая версия GamePro — 87 %), так и минимальные (GameSpy — 1/5). Средние оценки, по подсчётам GameRankings и Metacritic составили 65/100 на платформе PC, и 50/100 на платформе Xbox 360. Ранние версии игры содержали множество ошибок и недоработок, в том числе связанных с балансом игрового процесса. Последний пакет исправлений, решавший значительное число проблем, возникающих в процессе игры, вышел лишь в ноябре 2007 года, когда большая часть обзоров игры была уже опубликована.
Кроме того, на оценках версии игры для Xbox 360 сказалось то, что интерфейс не был достаточно адаптирован для приставки и экрана телевизора, а программная часть была недостаточно оптимизированной, в результате чего частота кадров часто падала до неприемлемого уровня, а загрузка новых областей, которая в PC-версии происходила практически моментально, «замораживала» игру на заметное для игрока время.
Графика была довольно высоко оценена обозревателями, которые отмечали высокое качество спецэффектов и пейзажей, а также смену дня и ночи. В то же время, обозреватели писали и о наличии «провалов» частоты кадров даже на конфигурациях, выходящих за пределы рекомендуемых параметров, а также о наличии недоработок анимации. Отмечалось, что несмотря на поддержку AGEIA PhysX, поведение тел поверженных противников является крайне нереалистичным. Негативно оценивалась и качество моделей неигровых персонажей. Например, обозреватель «Страны игр» про сестру главного героя писал: «без предупреждения её можно и за монстра принять, правда». Неоднозначно оценивалась и дистанция прорисовки. С одной стороны, критики писали про то, что поднявшись на возвышенность, можно увидеть объекты, находящиеся у другого края игрового мира. С другой, отмечалось, что для противников и небольших объектов дистанция прорисовки недостаточна, так что нередко они появляются практически «из ниоткуда».
Сюжет и игровой мир обозреватели называли неоригинальными и наполненными фэнтези-штампами. С одной стороны, отмечалось наличие десятков городов и поселений, большого числа пещер, дорог и других объектов, побочных заданий; с другой — указывалось на однотипность большинства из них. Обозреватель журнала «Игромания» указал, что большая часть игровых локаций входит в типовой набор часто встречающихся в других ролевых играх. Критики писали о том, что крайне редко побочные задания в игре выходят за пределы стандартных штампов, таких как «убей кого-нибудь» и «доставь предмет из точки А в точку Б». Однако отмечалось и влияние сюжетных заданий на мир игры: например, в результате действий игрока одна из противоборствующих фракций может полностью исчезнуть из игрового мира, или город, принадлежавший людям, может быть захвачен орками.
Искусственный интеллект противников рецензенты назвали довольно предсказуемым: например, вражеские лучники всегда атакуют на расстоянии, и пытаются отбежать от персонажа игрока, если он подходит к ним слишком близко. В отношении неигровых персонажей отмечалось, что хотя они не просто стоят на месте, а ведут повседневную жизнь (едят, спят, работают), они не способны взаимодействовать между собой, а их диалоги с игроком являются однотипными.
Неудачной особенностью из-за слишком неудобного управления практически всеми обозревателями было признано включение в игру лошадей как средства передвижения по игровому миру. Кроме того, отмечалась непроработанность навыков, связанных с использованием лошади: так, умение, позволяющее выдернуть из седла конного противника, бесполезно в однопользовательской игре, так как в ней такие противники отсутствуют, а в многопользовательской игре конные противники и так уязвимы.
Ещё одним негативным моментом, вошедшим в большое число обзоров, стала неуместная и неумелая стилизация реплик персонажа «под средневековье», а также невыразительные диалоги, в английской версии озвученные силами сотрудников Reality Pump без привлечения талантов со стороны. В то же время, для немецкой локализации были приглашены профессиональные актёры, ранее участвовавшие в озвучивании голливудских фильмов, и немецкими критиками диалоги и озвучивание были оценены значительно лучше.
Отмечались недоработки баланса игры, позволявшие использовать некоторые игровые элементы («соединение» двух предметов или заклинаний в одно, получение большого числа очков для развития навыков) для того, чтобы создать непобедимого персонажа.
Многопользовательская часть игры получила неоднозначные оценки. Большая часть критиков вообще обошла её вниманием. Некоторые из обозревателей охарактеризовали её как практически неработоспособную. С другой стороны, в рецензии IGN было отмечено, что многопользовательский режим может представлять интерес для группы друзей, которые знают и понимают особенности игры. Кроме того, это ещё один аспект игры, который на Xbox 360 уступал версии для PC: в приставочном варианте отсутствовали MMO-подобные города, в которых могло встречаться большое количество игроков.
В целом негативное впечатление ряда обозревателей было связано также с тем, что хотя игра претендовала на то, чтобы встать в один ряд с ролевыми играми высшего класса, такими как Oblivion и Gothic 3, ей не хватает оригинальности, разнообразия и проработанности. В рецензии IGN указывалось, что недостатки игры достаточно серьёзны, чтобы вызвать неприятие у большей части игроков; с другой стороны, «хардкорным» фанатам таких ролевых игр, как Arena или Daggerfall, способным закрыть глаза на технические недоработки в обмен на простор для отыгрывания роли, игра должна понравиться.

## Дополнения и продолжение
Было выпущено два пакета загружаемого контента (DLC). Первый из них, Tainted Blood, был выпущен в марте 2008 года и содержал комплект карт для многопользовательской игры. Второй пакет, Curse of Souls, также включающий новое содержание для многопользовательской игры, был выпущен в апреле 2008 года. Оба пакета дополнений были также включены в бюджетное переиздание игры: Two Worlds: Epic Edition.
В конце 2007 года TopWare Interactive объявило о разработке ещё одного пакета расширения под названием Two Worlds: The Temptation. Однако вскоре было решено, что объём изменений слишком велик для простого дополнения, и разработчики приступили к созданию полноценного продолжения игры, с учётом прошлых ошибок. Продолжение вышло в ноябре 2010 года под названием Two Worlds II на платформах PC, Xbox 360 и Playstation 3.